# Leopoldsäule (Triest)

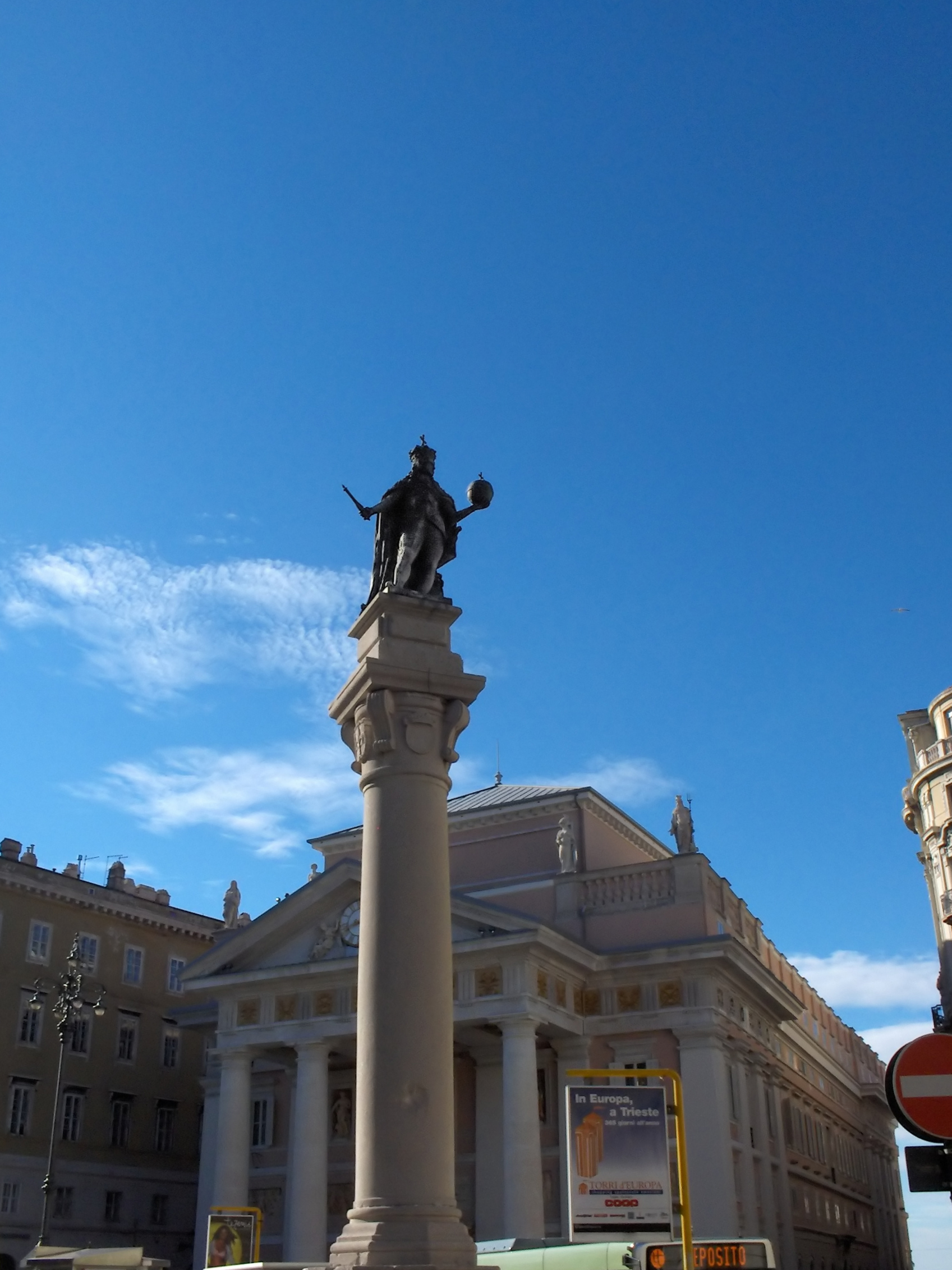
Leopoldsäule auf der Piazza della Borsa

Die Leopoldsäule in Triest ist ein Denkmal, das an den Besuch des Kaisers des Heiligen Römischen Reiches Leopolds I. in der Stadt 1660 erinnern soll.

## Geschichte und Ausführung
Der Namensgeber der Säule hatte im Rahmen des Besuchs seiner Erblande auch in der Hafenstadt Triest mehrtägig Station gemacht. Am 25. September 1660 war Kaiser Leopold I. in der Stadt eingetroffen, um Triest nach siebentägigen Feierlichkeiten und Huldigungen durch die Stadt am frühen Morgen des 2. Oktobers wieder zu verlassen. Während seines Aufenthalts hatte er die alten Privilegien Triests in vollem Umfang bestätigt und trug damit wesentlich zum weiteren Aufschwung der Stadt bei, den sie im Verlauf der nächsten 250 Jahre als Österreichs wichtigstem Adriahafen nehmen sollte.
Die in Vorbereitung des Stadtbesuchs Leopolds I. aus vergoldetem Holz angefertigte Säule wurde im April 1673 durch ein Werk aus dauerhaften Materialien ersetzt. Der auf drei achteckigen Stufen ruhende runde Säulenschaft besteht aus Marmor und trägt auf einem Kapitell einem quadratischen, mehrfach gekröpften Podest ein erzenes Standbild des Geehrten, das ihn in Prunkharnisch mit Krönungsmantel, Krone, Zepter und Reichsapfel zeigt. Gegossen wurde das von dem venezianischen Bildhauer Carlo Trabucchi entworfene bronzene Standbild im Arsenal von Venedig. An der Säulenbasis ist folgende Widmung mit Chronogramm eingraviert:
LeopoLDo • I • aVgVsto

tergestInos • InVIsentI

statVtaqVe • patrIa

approbantI • DeVota

VrbIs • gratItVDo

ereXIt
Zunächst hatte die Säule, die ursprünglich aus vergoldetem Holz gefertigt war, ihren Standort auf der Piazza Grande gegenüber der zu Ehren von Kaiser Ferdinand I. errichteten Adlersäule. Am 19. August 1808 wurde sie auf Anordnung des Gouverneurs Sigismondo Conte de Lovadie auf die Piazza della Borsa (Börsenplatz) versetzt.
Nach 1922 votierten republikanische Triestiner mit Angelo Scocchi an der Spitze für einen Abriss der Säule, um an ihrer Stelle eine Statue des Freiheitskämpfers des Risorgimento Giuseppe Mazzini aufzustellen. Dies konnte durch den Einspruch namhafter Persönlichkeiten der Stadt verhindert werden. Die Leopoldsäule wurde lediglich um 4 Meter verschoben. Durch einen großen Knallkörper kam es 1964 zu mehreren Schäden an der Säulenbasis. 1991 wurde das Standbild Leopolds abgenommen und einer umfassenden Restaurierung unterzogen.